# Oskar Edlund
Oskar Edlund (16 de noviembre de 2002) es un deportista de Suecia que compite en atletismo. Ganó una medalla de plata en el Campeonato Europeo de Atletismo Sub-20 de 2021, en la prueba de 400 m vallas.